# دانشگاه کلمبیا
دانشگاه کلمبیا (به انگلیسی: Columbia University) یک دانشگاه تحقیقاتی خصوصی در منهتن واقع در ایالت نیویورک آمریکا است که در سال ۱۷۵۴ میلادی، با مجوز و دستور مستقیم پادشاه وقت امپراتوری بریتانیا (جرج دوم) در مستعمرات شرقی ایالات متحده تأسیس شد. دانشگاه کلمبیا عضو آیوی لیگ و از برترین دانشگاه‌های ایالات متحده آمریکا به‌شمار می‌رود.
در سال ۲۰۲۱، پیش از انصراف کلمبیا از رنکینگ یواس نیوز اند ورلد ریپورت، این دانشگاه پس از هاروارد و پرینستون، رتبهٔ سوم بهترین دانشگاه‌های آمریکا را از آن خود کرد. بر اساس رتبه‌بندی شانگهای در سال ۲۰۲۰، این دانشگاه در رتبهٔ هفتم جهان (بالاتر از دانشگاه آکسفورد) قرار گرفت. این دانشگاه در بخش منهتن در نیویورک سیتی واقع شده‌است.

## افتخارها و ویژگی‌های برجسته
این دانشگاه عضو آیوی لیگ است و در مرکز شهر نیویورک واقع است. یکی از مهم‌ترین دستاوردهای دانشگاه کلمبیا، بالاترین تعداد برنده جایزهٔ نوبل برای استادان یا فارغ التحصیلان آن بوده که در این زمینه گوی سبقت را از سایر دانشگاه‌های سراسر دنیا ربوده‌است.
جایزه پولیتزر که معتبرترین جایزه روزنامه‌نگاری در ایالات متحده آمریکا محسوب می‌شود، هر ساله با نظارت دانشگاه کلمبیا به روزنامه‌نگاران، نویسندگان، شاعران و موسیقی‌دانان برجسته داده می‌شود.
دانشنامه ایرانیکا نیز در این دانشگاه منتشر می‌شود.
کتابخانه این دانشگاه بیش از نه میلیون کتاب دارد. یکی از نکات این کتابخانه، بخش کتابخانه معماری و هنرهای زیبای آوری است که چهارصد هزار کتاب دارد و در آمریکا بزرگ‌ترین کتابخانه در این عرصه به حساب می‌آید.
دانشگاه کلمبیا ۲۹ تیم ورزشی نیز دارد.

## پیشینه

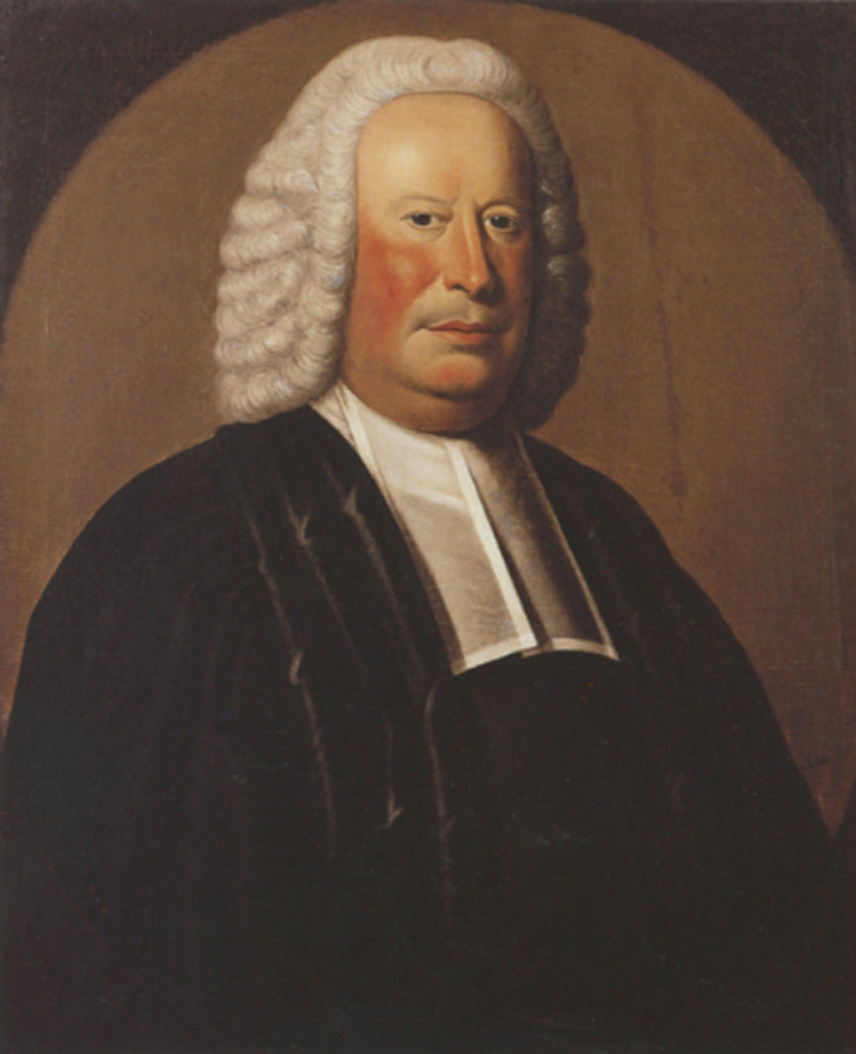
ساموئل جانسون، از پدران بنیان‌گذار ایالات متحده آمریکا و اولین رئیس دانشگاه کلمبیا. او در سال ۱۷۸۴، پس از استقلال آمریکا از امپراتوری بریتانیا، نام دانشگاه را از «پادشاه» به «کلمبیا» تغییر داد.

دانشگاه کلمبیا در نیویورک در محله مورنینگساید هایتس، منهتن و بین محله‌های آپر وست ساید و هارلم قرار دارد. این دانشگاه در ۱۷۹۱ در شمال غربی منهتن، در زمینی به مساحت ۳۲ هکتار به نام کینگ کالج ساخته شد که در آن زمان تعدادی انجمن علمی داشت و در ۱۷۸۴ به کالج کلمبیا تغییر نام داد. در واقع دانشگاه کلمبیا در ۱۷۵۴ به فرمان جرج دوم، پادشاه وقت پادشاهی بریتانیای کبیر، با نام «کینگز کالج» («کالج پادشاه» به فارسی) در منهتن جنوبی تأسیس شد.
ساختمان‌های جدید در دانشگاه بعد از جنگ جهانی دوم ساخته شدند که اغلب با بحث‌هایی دربارهٔ ساختار جدید دانشگاه همراه می‌شد.
چند ساختمان این دانشگاه به عنوان آثار تاریخی ثبت شده‌اند. ساختمان کتابخانه یادبود لو (۱۹۰۰) یکی از آنها است که در فهرست شاهکارهای معماری نیز قرار دارد.
چارلز مک‌کیم از معماران پردیس این دانشگاه به‌شمار می‌آید.
تا ۲۰۳۰، به تدریج پروژهٔ منهتن-ویل که توسط رنزو پیانو طراحی شده‌است، پردیسی به مساحت ۱۷ هکتار را به این دانشگاه خواهد افزود.

## رتبه‌بندی
براساس رتبه‌بندی ۲۰۲۲–۲۰۲۳ یواس نیوز اند ورلد ریپورت، این دانشگاه در رتبه هفتم برترین دانشگاه‌های جهان قرار دارد. در رتبه‌بندی دانشگاهی کیواس در سال ۲۰۲۴، دانشگاه کلمبیا در رتبه بیست و سوم جهان و دهم آمریکا قرار دارد. بر اساس رتبه‌بندی تایمز در ۲۰۲۳ نیز این دانشگاه در رتبه یازدهم جهان قرار دارد. رتبه‌بندی شانگهای در سال ۲۰۲۳ نیز این دانشگاه را در رتبهٔ هشتم بهترین دانشگاه‌های جهان قرار داده‌است.
در سال ۲۰۲۵، کلمبیا با پذیرش تنها ۴ درصد از متقضیان و درخواست کنندگان، پس از هاروارد، دشوارترین دانشگاه برای ورود و قبولی است.

## دانشکده‌ها

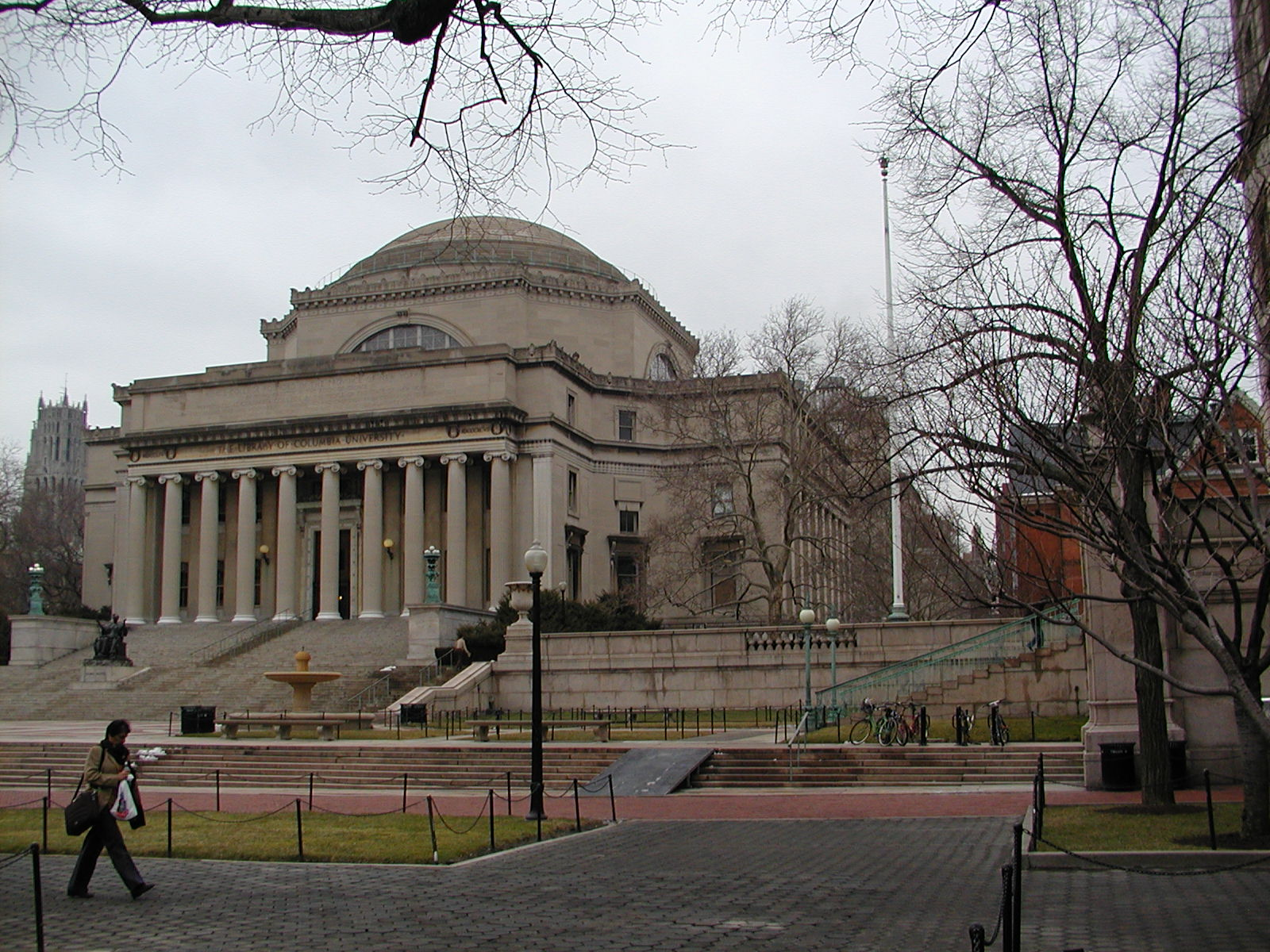
کتابخانه و سازهٔ اصلی دانشگاه

این دانشگاه از دانشکده‌های زیر تشکیل شده‌است
- دانشکده دندانپزشکی
- دانشکده پزشکی
- دانشکده معماری و نقشه‌کشی
- دانشکده هنر
- دانشکده تحصیلات تکمیلی هنر و علوم
- کالج بارنارد
- دانشکده ارشد هنر و کسب و کار
- دانشکده مدیریت
- کالج پزشکان و جراحان
- دانشکده مهندسی و علوم کاربردی
- دانشکده مطالعات عمومی
- دانشکده امور بین‌الملل
- دانشکده خبرنگاری
- دانشکده حقوق
- دانشکده پرستاری
- دانشکده مطالعات حرفه ای
- دانشکده سلامت عمومی
- دانشکده مددکاری و مشاغل اجتماعی
- دانشکده تربیت معلم
- دانشکده علوم بهداشت

## مشاهیر

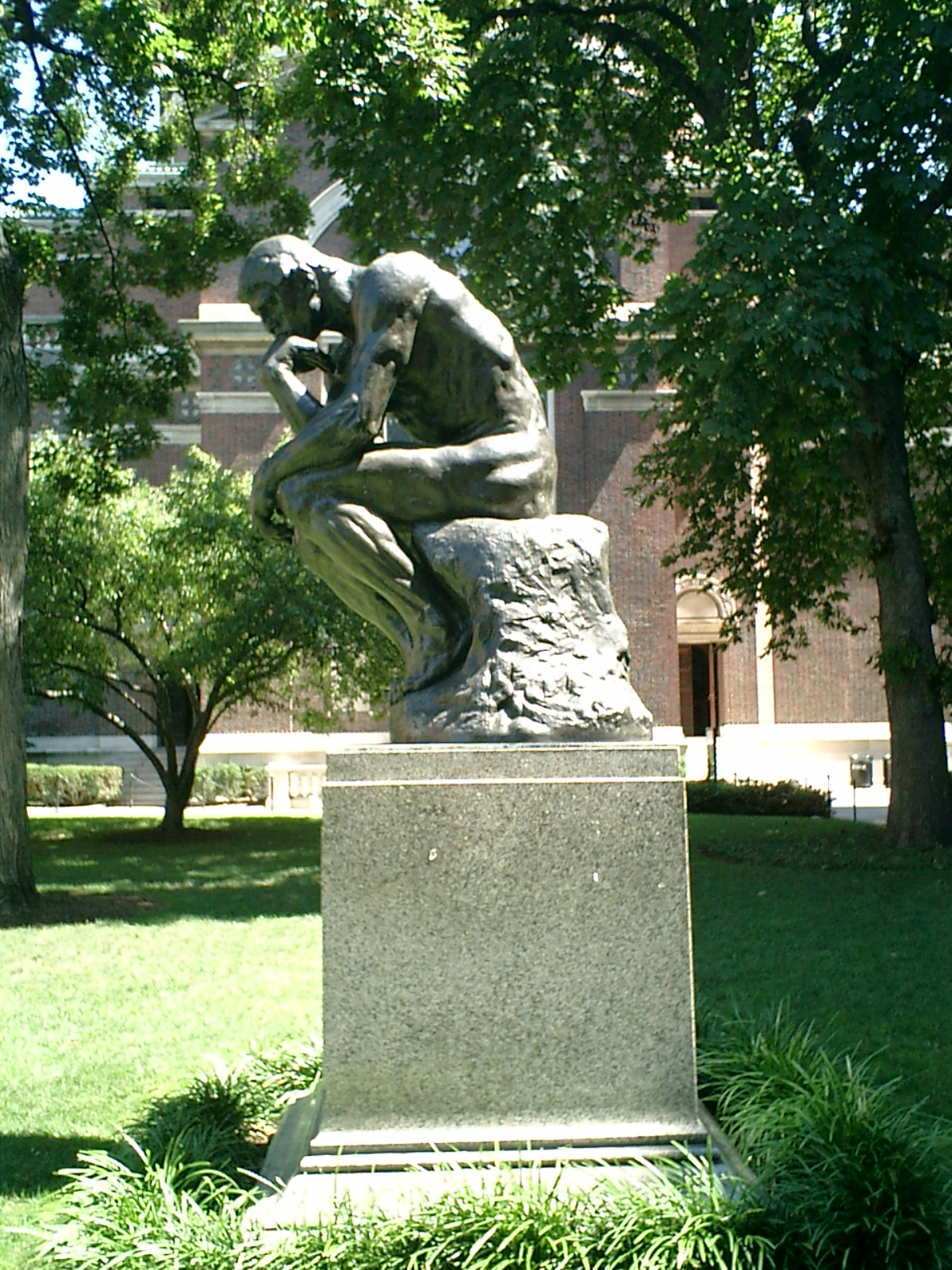
مجسمه «متفکر» اثر آگوست رودَن در دانشگاه کلمبیا

۹۶ برنده نوبل از جمله میلتون فریدمن را می‌توان از مشاهیر این دانشگاه دانست. برایان گرین و آیزاک آسیموف نیز دانش‌آموختهٔ این دانشگاه بوده‌اند. برندهٔ نوبل ادبیات ۲۰۰۶، اورهان پاموک، که از استادان این دانشگاه محسوب می‌شود، پژوهش‌های خود برای نگارش رمانی به نام کتاب سیاه را در کتابخانهٔ باتلر این دانشگاه انجام داده‌است.
حمید دباشی استاد ایرانی ادبیات تطبیقی و مطالعات ایرانی دانشگاه کلمبیا بوده و احسان یارشاطر که بنیان‌گذار و سرویراستار پروژهٔ دانشنامه ایرانیکا بود، در این دانشگاه به درجه استادی رسید. فرزندانِ محمدرضا پهلوی، فرحناز و علی‌رضا نیز از دانش‌آموختگان این دانشگاه هستند.
محمدرضا پهلوی، شاه پیشین ایران، از جمله دریافت کنندگان «درجه دکترای افتخاری» از دانشگاه کلمبیا بوده‌است.
باراک اوباما، چهل و چهارمین رئیس‌جمهوری ایالات متحدهٔ آمریکا، از دانش آموختگان این دانشگاه محسوب می‌شود. دوایت آیزنهاور، سی و چهارمین رئیس‌جمهوری آمریکا، از سال ۱۹۴۸ تا سال ۱۹۵۳، رئیس دانشگاه کلمبیا بوده‌است.
نادر طالب‌زاده، کارگردان و فیلمساز ایرانی، دبیر جشنواره مردمی فیلم عمار، برنامه ساز مشهور سازمان صدا و سیما جمهوری اسلامی ایران، دبیر کنفرانس بین‌المللی افق نو از دانش آموختگان این دانشگاه در رشته سینما است.

## نگارخانه

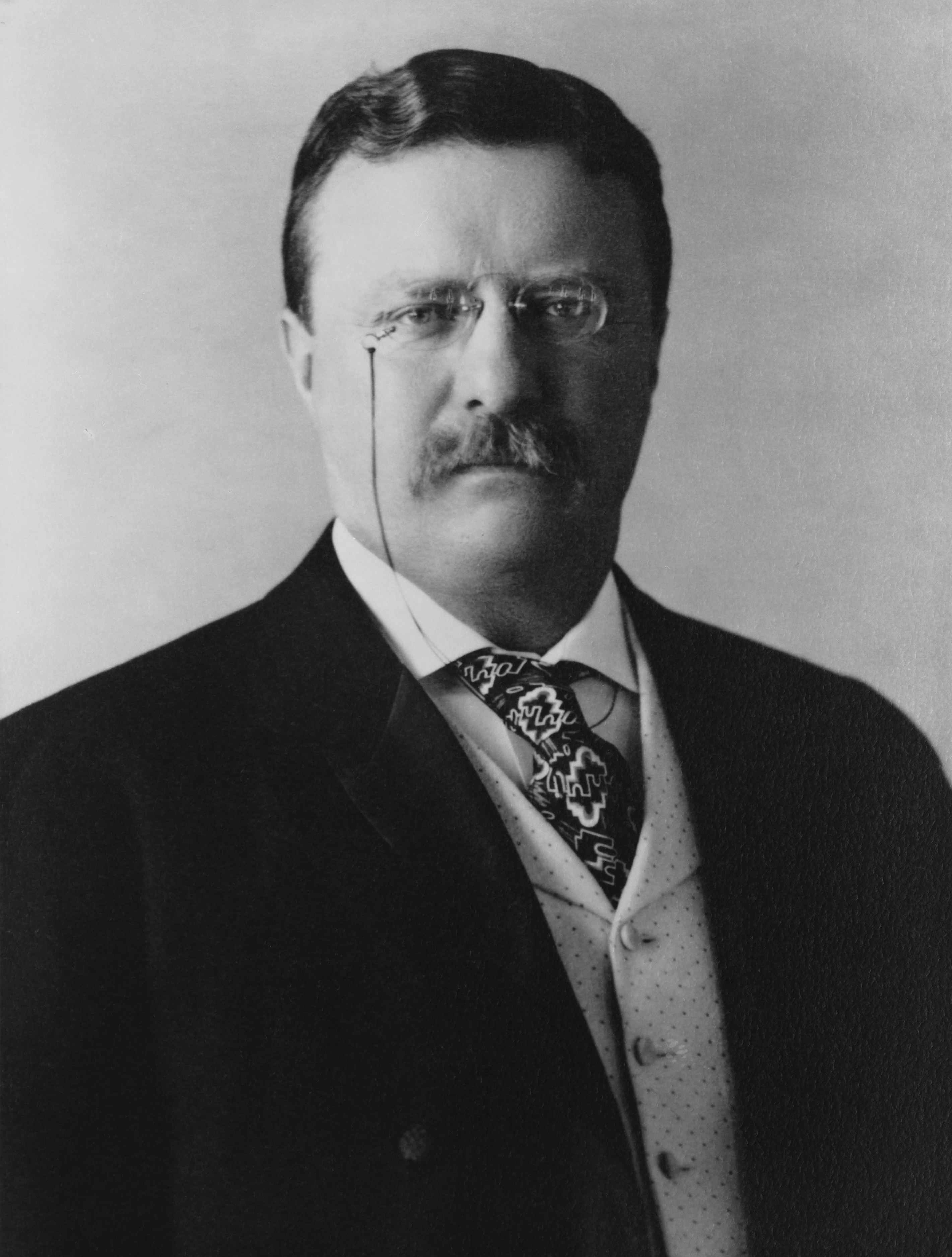
تئودور روزولت
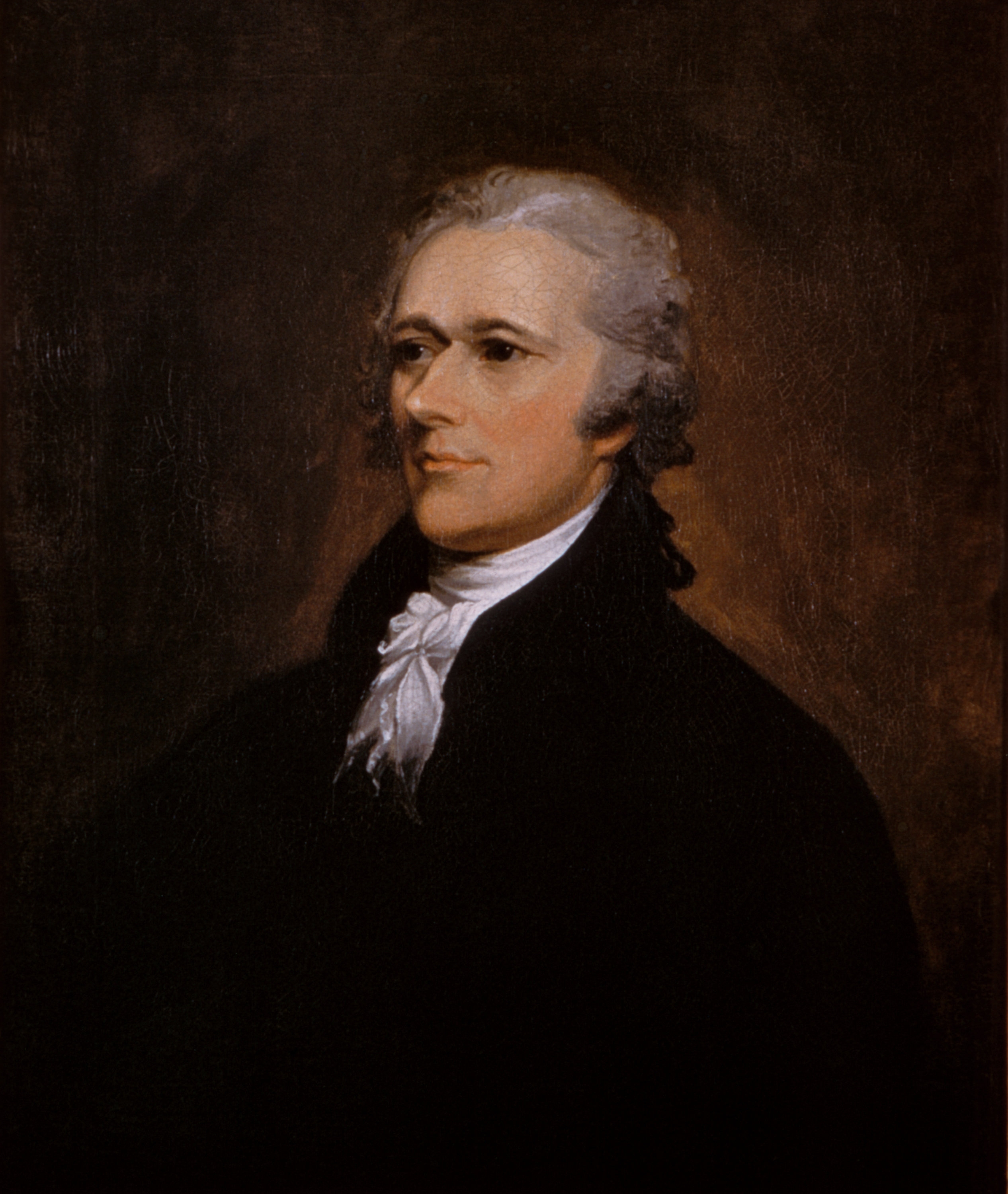
الکساندر همیلتون
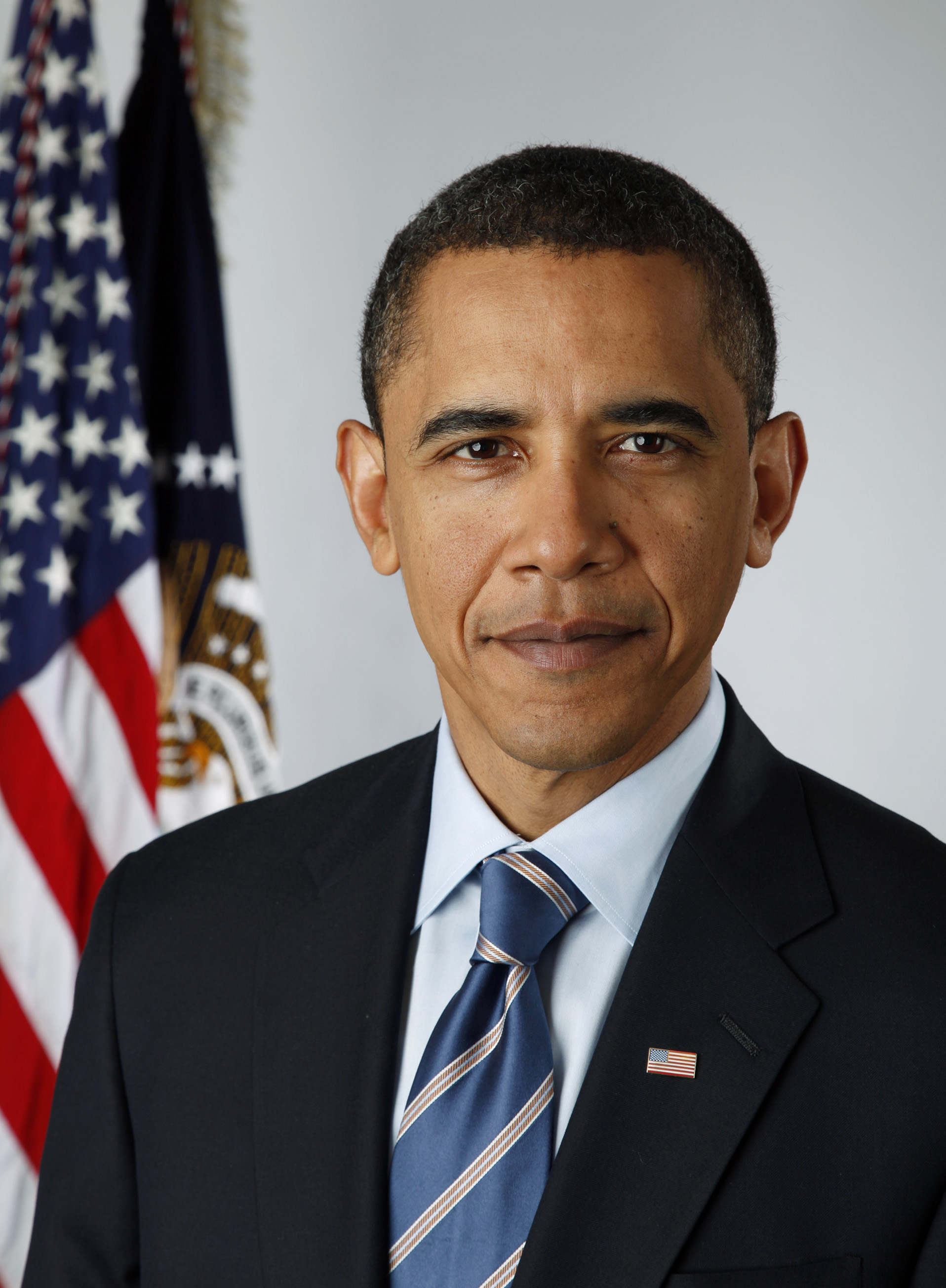
باراک اوباما
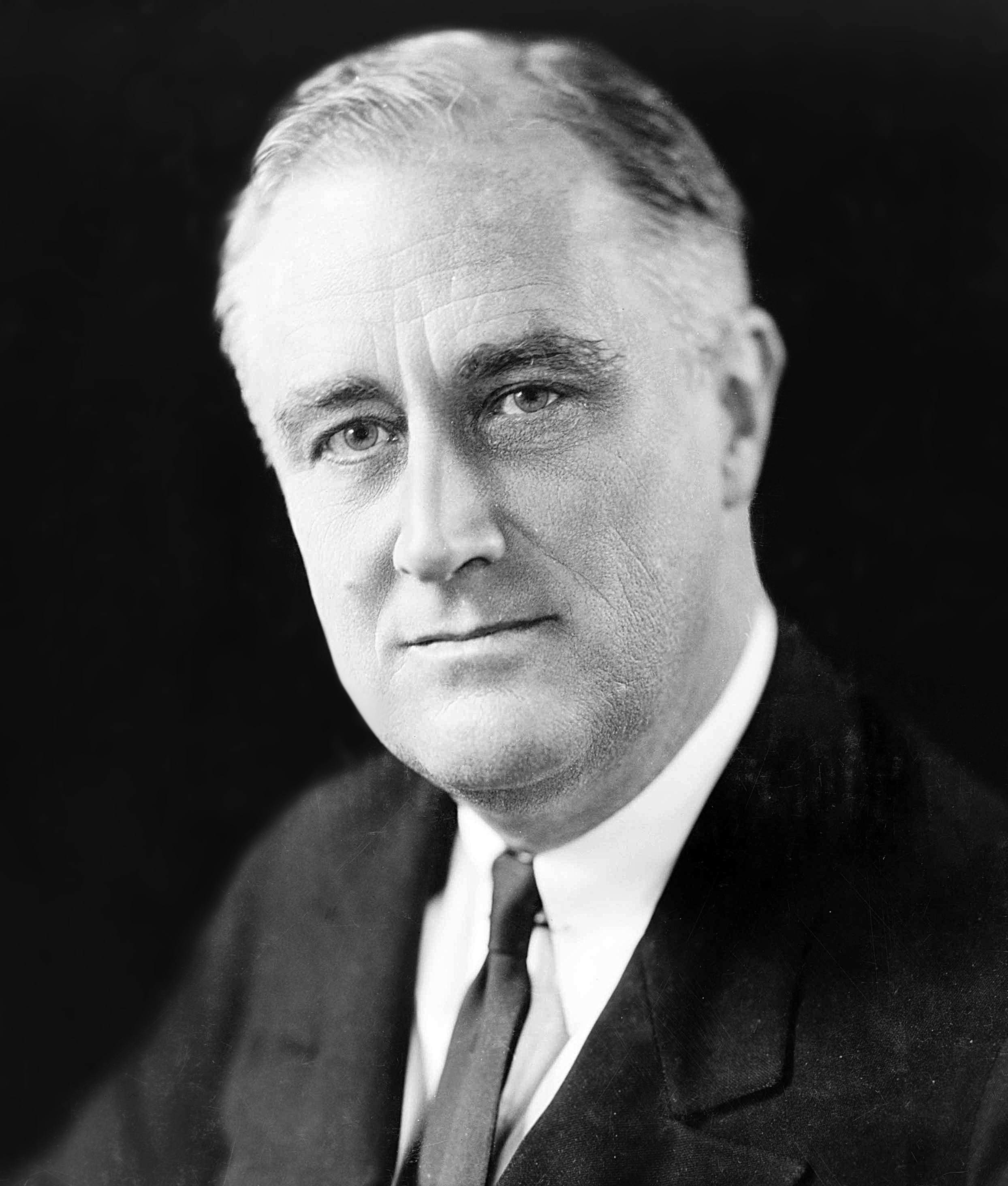
فرانکلین دلانو روزولت
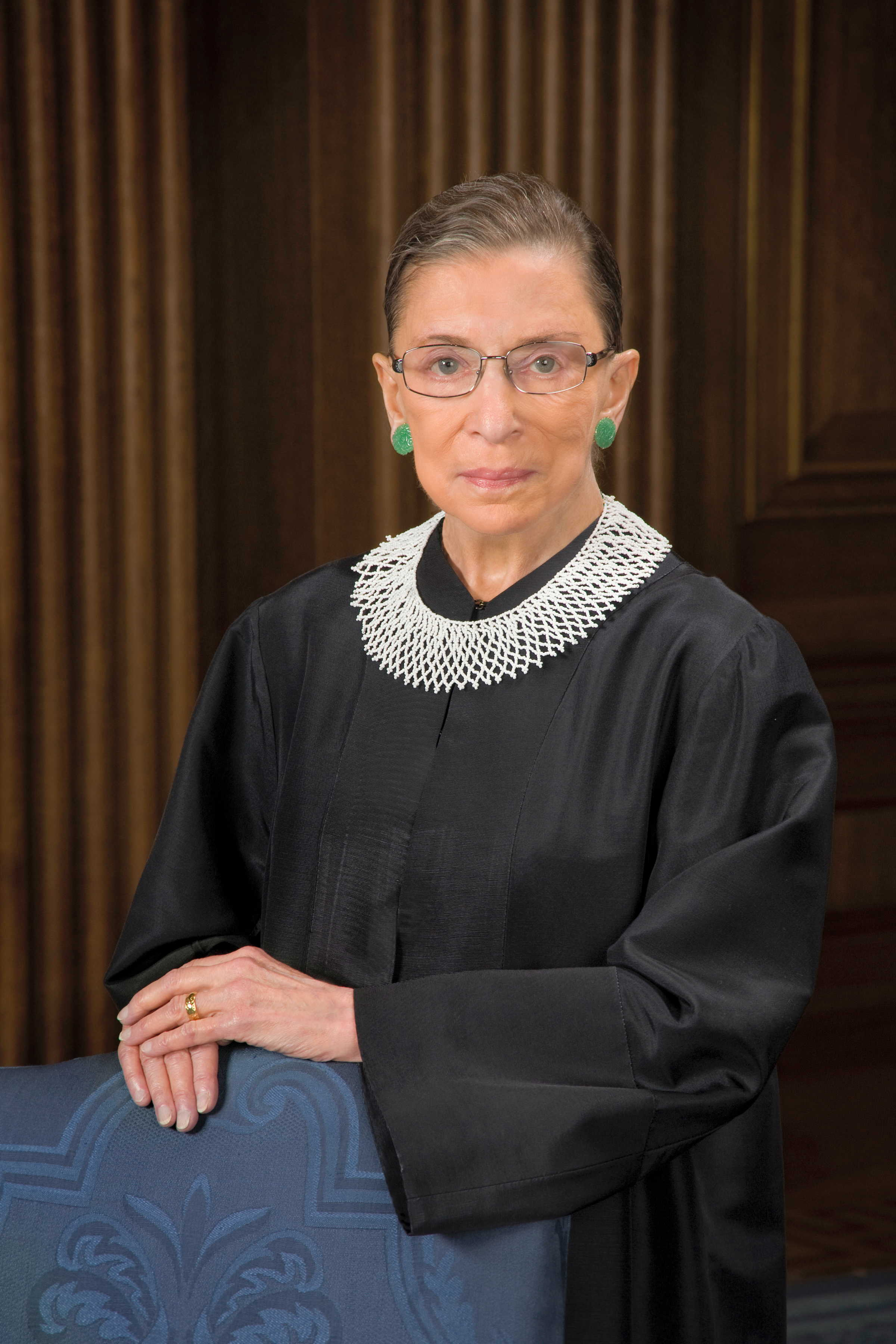
روث بیدر گینزبرگ
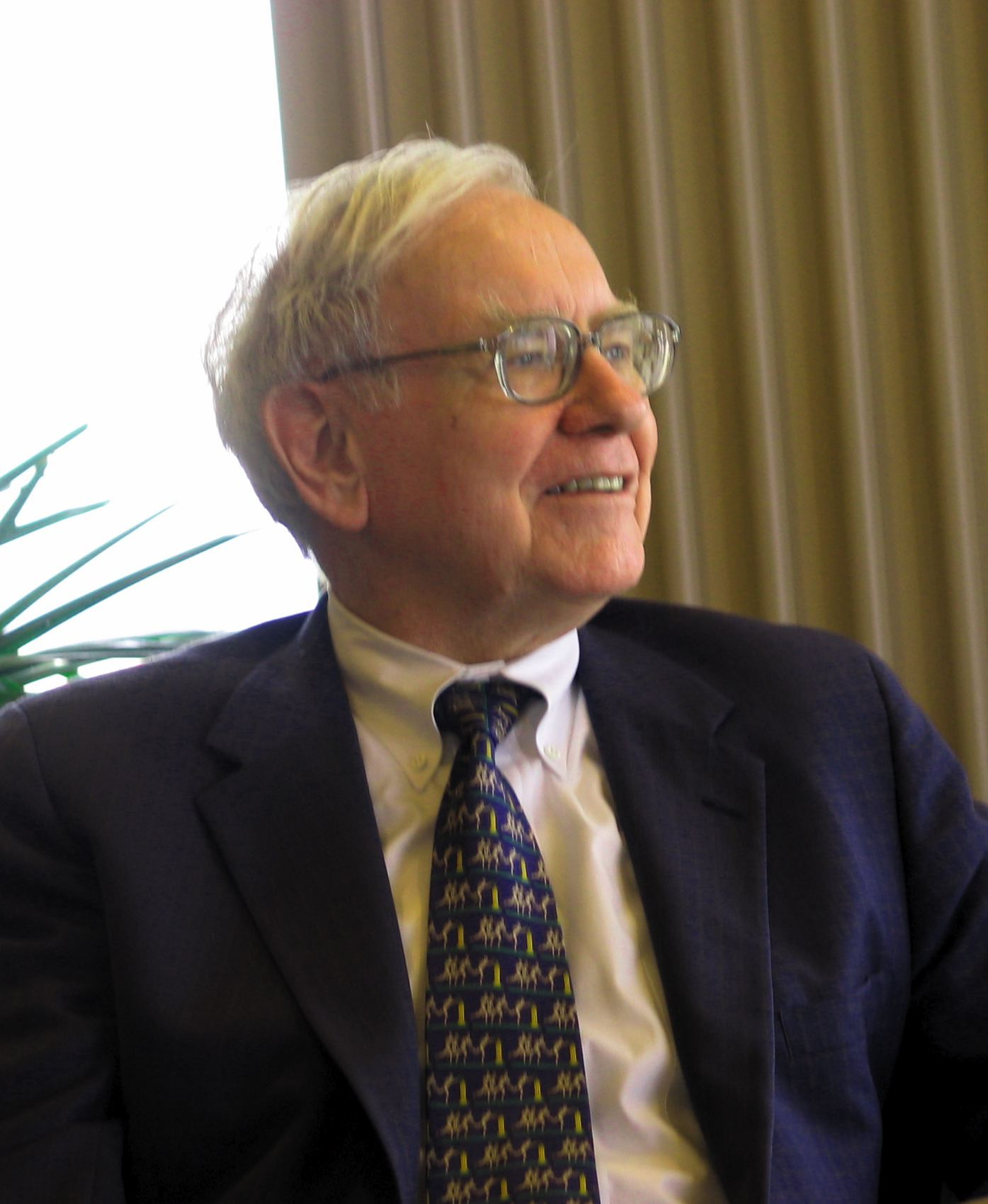
وارن بافت
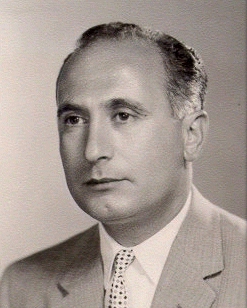
احسان یارشاطر